# Rio Oliokma

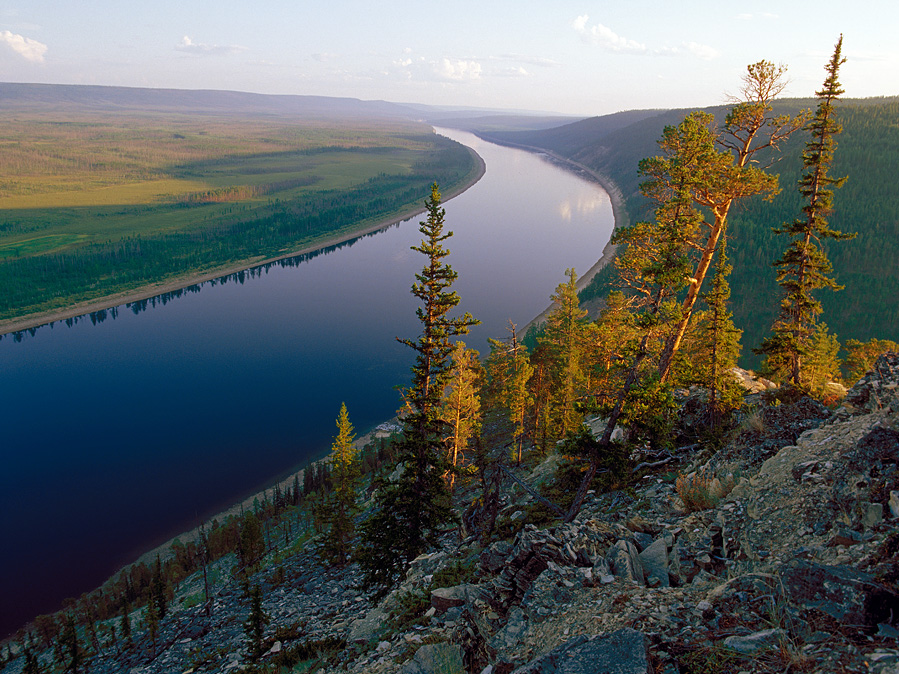

O rio Oliokma (russo:  Олёкма; em iacuto: Өлүөхүмэ) situa-se na Sibéria e é um afluente do rio Lena. A oeste fica o rio Vitim, a sul o rio Shilka e o rio Amur e a leste o rio Aldan.